# 普雷达皮奥
普雷达皮奥（義大利語：Predappio）是意大利艾米利亚-罗马涅大区弗利-切塞纳省的一个镇，面积91平方公里，人口6,352人（2004年）。

## 友好城市
- 德国布罗伊纳 2003年
- 匈牙利肯代賴什 2003年

## 名人
- 墨索里尼，意大利王國第40任總理、法西斯主義的創始人，二次世界大戰發動者之一。